# Claude Bernard
Claude Bernard (12 tháng 7 năm 1813 - 10 tháng 2 năm 1878) là một nhà sinh lý học người Pháp. Ông được nhà sử học I. Bernard Cohen của Đại học Harvard gọi là "một trong những người đàn ông vĩ đại nhất của khoa học" Một trong những thành tựu của ông là lần đầu tiên đề nghị việc ứng dụng các thử nghiệm mù (blind experiment) để đảm bảo tính khách quan của việc nghiên cứu khoa học.. Ông là người đầu tiên định nghĩa thuật ngữ milieu interieur; (giới khoa học hiện nay gọi là cân bằng nội môi (homeostasis), do Walter B. Cannon đưa ra).
Ông là người đầu tiên khám phá ra glycogen và miêu tả về chức năng của nó trong gan tại một bài báo đề ngày 21 tháng 3 năm 1857.